# Kęstutis Budrys
Kęstutis Budrys (ur. 2 października 1980) – litewski politolog, funkcjonariusz służb specjalnych, urzędnik państwowy, doradca prezydenta Gitanasa Nausėdy, od 2024 minister spraw zagranicznych.

## Życiorys
Absolwent Instytutu Stosunków Międzynarodowych i Nauk Politycznych Uniwersytetu Wileńskiego; uzyskał licencjat z nauk politycznych, a w 2004 magisterium. W 2002 rozpoczął pracę w Departamencie Bezpieczeństwa Państwa. W latach 2009–2015 pełnił funkcję doradcy prezydenta ds. polityki wywiadowczej i obronnej (w administracji Dalii Grybauskaitė). W 2014 został tymczasowym głównym doradcą prezydenta ds. bezpieczeństwa narodowego. W roku został mianowany zastępcą szefa Departamentu Bezpieczeństwa Publicznego, w 2020 otrzymał nominację na kolejną kadencję.
Od 2022 pełnił funkcję głównego doradcy prezydenta ds. bezpieczeństwa narodowego (w administracji Gitanasa Nausedy). Opowiadał się wówczas za stworzeniem nowych poligonów wojskowych na terenie Litwy, zwiększeniem zdolności rozpoznawczych i obserwacyjnych na Morzu Bałtyckim przez Litwę oraz zwiększeniem nakładów na bezpieczeństwo narodowe.
W listopadzie 2024 Gintautas Paluckas, kandydat na premiera w formowanym wówczas rządzie, zgłosił jego kandydaturę na urząd ministra spraw zagranicznych. Formalnie został rekomendowany przez Litewską Partią Socjaldemokratyczną (nie należąc do żadnej partii); w dyskursie publicznym został uznany za kandydata prezydenta Gitanasa Nausėdy. Urzędowanie na stanowisku ministra rozpoczął 12 grudnia 2024. Po objęciu urzędu zadeklarował, że priorytetem polityki zagranicznej Litwy będzie zapewnienie państwu bezpieczeństwa oraz aktywna współpraca z partnerami zagranicznymi, w tym  wzmacnianie współpracy z Polską. Zapowiedział też kontynuację litewskiego wsparcia dla zmagającej się z rosyjską inwazją Ukrainy.